# Зігфрід Райх
Зігфрід Райх (нім. Siegfried Reich, нар. 29 вересня 1959, Вольфсбург) — німецький футболіст, що грав на позиції нападника за низку німецьких клубних команд.

## Ігрова кар'єра
У дорослому футболі дебютував 1978 року виступами за команду клубу «Вольфсбург» з однойменного рідного міста, в якій провів три сезони, взявши участь у 78 матчах чемпіонату. Більшість часу, проведеного у складі «Вольфсбурга», був основним гравцем атакувальної ланки команди і одним з її головних бомбардирів, маючи середню результативність на рівні 0,71 голу за гру першості.
1981 року залишив команду, яка змагалася на той час в одній з регіональних ліг, і приєднався до клубу «Боруссія» (Менхенгладбах) з Бундесліги. У найвищому німецькому дивізіоні не демонстрував високої результативності, 1983 року змінив команду на дортмундську «Боруссію», а ще за рік став гравцем «Армінії» (Білефельд). У складі «Армінії» відіграв сезон 1984/85, який став найуспішнішим для нього у Бундеслізі — 33 матчі і 18 забитих голів.
Утім особистого внеску Райха виявилося недостатньо аби зберегти для «Армінії» місце у найвищому дивізіоні, тож 1985 року нападник продовжив виступи у Бундеслізі лише перейшовши до клубу «Ганновер 96». Ганноверський клуб також був серед аутсайдерів змагання і також за рік понизився у класі. Цього разу Райх залишився у команді і своїми 26 голами у 34 іграх допоміг їй відразу ж повернутися до еліти, вигравши 1987 року Другу Бундеслігу. Згодом відіграв ще чотири сезони у Бундеслізі — по два за «Ганновер» і «Баєр Юрдінген».
1991 року повернувся до рідного «Вольфсбурга», що змагався на той час у Другій Бундеслізі. Досвідчений нападник був лідером атак «вовків», забиваючи в середньому 0,51 рази за кожен матч чемпіонату. Завершив професійну кар'єру футболіста виступами за «Вольфсбург» у 1996 році.